# Star Trek: Enterprise temporada 2
La segona temporada de la sèrie de televisió estatunidenca de ciència-ficció Star Trek: Enterprise va començar a emetre's a UPN als Estats Units el 18 de setembre de 2002 i va concloure el 21 de maig de 2003 després de 26 episodis. Ambientada al segle XXII, la sèrie segueix les aventures de la primera nau estel·lar de la Flota Estel·lar Enterprise, amb matrícula NX-01. A la segona temporada, la sèrie va continuar concentrant-se en episodis independents, com es va veure a la temporada de debut de temporada de debut, però es va prendre la decisió de començar un arc argumental continu per a la tercera temporada de tercera temporada amb l'episodi final de la segona temporada "The Expanse". La segona temporada també va veure el retorn del productor executiu Rick Berman a les tasques de guionista després d'haver estat treballant a la pel·lícula Star Trek: Nemesis.
La temporada va continuar l'arc argumental de la Guerra Freda Temporal amb l'episodi inicial "Shockwave" (segona part), i els productors van intentar incloure més aparicions dels andorians i els vulcanians. També va introduir els romulans en la seva primera aparició a la línia de temps de Star Trek amb l'episodi "Minefield", i els Borg van fer una aparició a la sèrie a "Regeneration". Berman i Brannon Braga van intentar portar Patrick Stewart per dirigir un episodi d'Enterprise, i també es va suggerir que ell o Whoopi Goldberg podrien aparèixer a la pantalla com els seus personatges de Star Trek: La nova generació. Berman també va dir que estava obert a una aparició de William Shatner.
Segons les puntuacions de Nielsen rebudes pels episodis, la temporada es va mantenir estable per sobre del quatre per cent amb l'excepció de dues baixades per sota d'aquest nivell. Una d'aquestes baixades va incloure l'episodi "Horizon", que amb una qualificació del 2,2 per cent, va ser l'episodi menys vist de la sèrie en aquell moment. La recepció crítica de la segona temporada va ser mixta, amb un crític afirmant que la sèrie no va aprendre dels errors de la primera temporada i un altre qualificant-la d'infantil per la manca de conseqüències que es van veure als episodis. Tanmateix, la introducció de la trama en curs al final de temporada va ser rebuda amb elogis. La sèrie va ser nominada a cinc Premis Emmy, quatre Premis Saturn i dos Premis Hugo, però no va guanyar en cap categoria.

## Resum de la trama
La segona temporada continua l'exploració humana de l'espai interestel·lar per part de la tripulació de l'Enterprise, i es fa més esment de la Guerra Freda Temporal. També s'exploren més a fons les primeres trobades i la cultura històrica de races familiars de la franquícia Star Trek, com ara els vulcanians, els andorians, els klíngons, els romulans, els Tholians, els Vorg i els tellarites. La temporada acaba amb un deixada en suspens que prepara l'arc argumental dels Xindi, ambientat a l'Expansió Delfica, de la tercera temporada.

## Repartiment

### Repartiment principal
- Scott Bakula com a capità Jonathan Archer
- Jolene Blalock com a sotscomandant T'Pol
- Connor Trinneer com a comandant Charles "Trip" Tucker III
- Dominic Keating com a tinent Malcolm Reed
- Linda Park com a alferes Hoshi Sato
- Anthony Montgomery com a alferes Travis Mayweather
- John Billingsley com a Dr. Phlox

### Repartiment recurrent
- Vaughn Armstrong com a almirall Maxwell Forrest (6 episodis) i capità Kreetassan (1 episodi)
- Gary Graham com a ambaixador Soval (3 episodis)
- John Fleck com a Silik (2 episodis)
- Daniel Riordan com a Duras (2 episodis)
- Jeffrey Combs com a comandant Shran (1 episodi)
- Matt Winston com a agent temporal Daniels (1 episodi)

## Episodis
A la taula següent, els episodis es mostren per ordre d'emissió.
| Núm. total | Núm. de la temporada | Títol                | Date                   | Direcció              | Guió                                                                              | Data d'emissió original | Codi de prod. | Espectadors U.S. (milions) |
| --- | -------------------- | -------------------- | ---------------------- | --------------------- | --------------------------------------------------------------------------------- | ----------------------- | ------------- | -------------------------- |
| 27 | 1                    | «Shockwave: Part 2»  | Desconegut             | Allan Kroeker         | Rick Berman & Brannon Braga                                                       | 18 de setembre de 2002  | 40358-028     | 4.89                       |
| Mentre un grup de Suliban prenen el control dEnterprise, el capità Archer intenta tornar al segle XXII. |                      |                      |                        |                       |                                                                                   |                         |               |                            |
| 28 | 2                    | «Carbon Creek»       | 12 d'abril de 2152     | James A. Contner      | S : Rick Berman & Brannon Braga & Dan O'Shannon T : Chris Black                   | 25 de setembre de 2002  | 40358-027     | 4.84                       |
| El subcomandant T'Pol explica la història d'una tripulació de Vulcà atrapada a la Terra a la dècada de 1950. |                      |                      |                        |                       |                                                                                   |                         |               |                            |
| 29 | 3                    | «Minefield»          | Desconegut             | James A. Contner      | John Shiban                                                                       | 2 d'octubre de 2002     | 40358-029     | 5.25                       |
| L' Enterprise ss'enganxa a una mina encoberta i el tinent Reed i el capità Archer corren per desactivar-la durant el primer contacte amb l'Imperi Estel·lar Romulà del segle XXII.                                                                                     |                      |                      |                        |                       |                                                                                   |                         |               |                            |
| 30 | 4                    | «Dead Stop»          | Desconegut             | Roxann Dawson         | Mike Sussman & Phyllis Strong                                                     | 9 d'octubre de 2002     | 40358-031     | 5.41                       |
| Molt malmesa per la mina romulana, Enterprise és reparada per una estació de reparació alienígena conscient no tripulada i automatitzada. |                      |                      |                        |                       |                                                                                   |                         |               |                            |
| 31 | 5                    | «A Night in Sickbay» | Desconegut             | David Straiton        | Rick Berman & Brannon Braga                                                       | 16 d'octubre de 2002    | 40358-030     | 6.25                       |
| El beagle del capità, Porthos, emmalalteix a causa d'un patogen alienígena, i el capità Archer està preocupat a la infermeria esperant que es recuperi. |                      |                      |                        |                       |                                                                                   |                         |               |                            |
| 32 | 6                    | «Marauders»          | Desconegut             | Mike Vejar            | S : Rick Berman & Brannon Braga T : David Wilcox                                  | 30 d'octubre de 2002    | 40358-032     | 5.60                       |
| El capità Archer intercanvia deuteri d'una colònia minera plagada de saquejadors klíngons, que també busquen deuteri. |                      |                      |                        |                       |                                                                                   |                         |               |                            |
| 33 | 7                    | «The Seventh»        | Desconegut             | David Livingston      | Rick Berman & Brannon Braga                                                       | 6 de novembre de 2002   | 40358-033     | 4.82                       |
| La subcomandant T'Pol es reactiva com a agent d'Intel·ligència vulcaniana, despertant un secret fosc del seu passat. |                      |                      |                        |                       |                                                                                   |                         |               |                            |
| 34 | 8                    | «The Communicator»   | Desconegut             | James A. Contner      | S : Rick Berman & Brannon Braga T : André Bormanis                                | 13 de novembre de 2002  | 40358-034     | 4.46                       |
| Després d'una missió, el tinent Reed descobreix que el seu comunicador s'havia perdut en un planeta pre-curvatura; ell i el capità Archer són capturats intentant recuperar-lo.                                                                                        |                      |                      |                        |                       |                                                                                   |                         |               |                            |
| 35 | 9                    | «Singularity»        | 14 d'agost de 2152     | Patrick Norris        | Chris Black                                                                       | 20 de novembre de 2002  | 40358-035     | 4.83                       |
| Enterprise traça un curs a través d'un sistema estel·lar trinari per investigar un forat negre, i la tripulació es troba patint una condició similar al TOC. |                      |                      |                        |                       |                                                                                   |                         |               |                            |
| 36 | 10                   | «Vanishing Point»    | Desconegut             | David Straiton        | Rick Berman & Brannon Braga                                                       | 27 de novembre de 2002  | 40358-036     | 3.78                       |
| Després del seu primer viatge a través del transporter, l'alferes Sato es troba convertint-se en incorpòria, i la tripulació creu que ha mort. |                      |                      |                        |                       |                                                                                   |                         |               |                            |
| 37 | 11                   | «Precious Cargo»     | 12 de setembre de 2152 | David Livingston      | S : Rick Berman & Brannon Braga T : David A. Goodman                              | 11 de desembre de 2002  | 40358-037     | 4.67                       |
| Mentre respon a una crida de socors, el comandant Tucker és segrestat juntament amb una princesa alienígena exigent. |                      |                      |                        |                       |                                                                                   |                         |               |                            |
| 38 | 12                   | «The Catwalk»        | 18 de setembre de 2152 | Mike Vejar            | Mike Sussman & Phyllis Strong                                                     | 18 de desembre de 2002  | 40358-038     | 4.73                       |
| La tripulació de l'Enterprise es refugia dins d'una de les góndoles warp per evitar un cinturó de radiació inevitable. |                      |                      |                        |                       |                                                                                   |                         |               |                            |
| 39 | 13                   | «Dawn»               | Desconegut             | Roxann Dawson         | John Shiban                                                                       | 8 de gener de 2003      | 40358-039     | 3.99                       |
| El comandant Tucker rep trets d'una nau arkoniana i queda encallat en un planeta amb el seu atacant. |                      |                      |                        |                       |                                                                                   |                         |               |                            |
| 40 | 14                   | «Stigma»             | Desconegut             | David Livingston      | Rick Berman & Brannon Braga                                                       | 5 de febrer de 2003     | 40358-040     | 4.40                       |
| La subcomandant T'Pol s'assabenta que té la síndrome de Pa'nar, contraïda per la seva fusió mental a "Fusion", i s'enfronta a ser marginada per la societat vulcaniana.                                                                                                |                      |                      |                        |                       |                                                                                   |                         |               |                            |
| 41 | 15                   | «Cease Fire»         | Desconegut             | David Straiton        | Chris Black                                                                       | 12 de febrer de 2003    | 40358-041     | 4.78                       |
| El capità Archer negocia un alto el foc entre els andorians i els vulcanians. |                      |                      |                        |                       |                                                                                   |                         |               |                            |
| 42 | 16                   | «Future Tense»       | Desconegut             | James Whitmore Jr.    | Mike Sussman & Phyllis Strong                                                     | 19 de febrer de 2003    | 40358-042     | 4.62                       |
| L' Enterprise troba una nau abandonada, només per ser atacada per naus sulibanes i tholianes. |                      |                      |                        |                       |                                                                                   |                         |               |                            |
| 43 | 17                   | «Canamar»            | Desconegut             | Allan Kroeker         | John Shiban                                                                       | 26 de febrer de 2003    | 40358-043     | 4.10                       |
| Confusos amb contrabandistes, el capità Archer i el comandant Tucker es troben en un vaixell de transport de presoners. |                      |                      |                        |                       |                                                                                   |                         |               |                            |
| 44 | 18                   | «The Crossing»       | Desconegut             | David Livingston      | S : André Bormanis S/T : Rick Berman & Brannon Braga                              | 2 d'abril de 2003       | 40358-044     | 3.85                       |
| Extraterrestres incorpòris intenten prendre el control de l' Enterprise. |                      |                      |                        |                       |                                                                                   |                         |               |                            |
| 45 | 19                   | «Judgment»           | Desconegut             | James L. Conway       | S : Taylor Elmore S/T : David A. Goodman                                          | 9 d'abril de 2003       | 40358-045     | 3.69                       |
| El capità Archer és arrestat i empresonat pels klíngons per presumptament conspirar contra l'Imperi. |                      |                      |                        |                       |                                                                                   |                         |               |                            |
| 46 | 20                   | «Horizon»            | 10 de gener de 2153    | James A. Contner      | André Bormanis                                                                    | 16 d'abril de 2003      | 40358-046     | 3.36                       |
| Després de la mort del seu pare, l'alferes Mayweather visita la seva família a la seva nau de càrrega i comença a reconsiderar el seu lloc a bord de l' Enterprise. |                      |                      |                        |                       |                                                                                   |                         |               |                            |
| 47 | 21                   | «The Breach»         | Desconegut             | Robert Duncan McNeill | S : Daniel McCarthy T : Chris Black & John Shiban                                 | 23 d'abril de 2003      | 40358-047     | 3.19                       |
| A causa de les demandes d'una facció militant, es demana a l' Enterprise que recuperi geòlegs denobulans d'una cova alienígena. El Dr. Phlox ha de tractar un pacient amb opinions racistes contra el seu poble.                                                       |                      |                      |                        |                       |                                                                                   |                         |               |                            |
| 48 | 22                   | «Cogenitor»          | Desconegut             | LeVar Burton          | Rick Berman & Brannon Braga                                                       | 30 d'abril de 2003      | 40358-048     | 4.08                       |
| L' Enterprise es troba amb els vissians i el comandant Tucker es troba preocupat pel fet que els vissians són una espècie de tres sexes. |                      |                      |                        |                       |                                                                                   |                         |               |                            |
| 49 | 23                   | «Regeneration»       | 1 de març de 2153      | David Livingston      | Mike Sussman & Phyllis Strong                                                     | 7 de maig de 2003       | 40358-049     | 4.12                       |
| Un grup de Borg (de Star Trek: First Contact) reviuen després d'un segle congelats al gel de l'Àrtic. |                      |                      |                        |                       |                                                                                   |                         |               |                            |
| 50 | 24                   | «First Flight»       | Desconegut             | LeVar Burton          | John Shiban & Chris Black                                                         | 14 de maig de 2003      | 40358-050     | 3.30                       |
| Després de la mort d'un amic íntim, el capità Archer explica al sotscomandant T'Pol els seus inicis com a pilot experimental de motor de curvatura. |                      |                      |                        |                       |                                                                                   |                         |               |                            |
| 51 | 25                   | «Bounty»             | 21 de març de 2153     | Roxann Dawson         | S : Rick Berman & Brannon Braga T : Hans Tobeason i Mike Sussman & Phyllis Strong | 14 de maig de 2003      | 40358-051     | 3.54                       |
| Un tellarita captura el capità Archer per tal de recollir una recompensa dels klíngons que l'han estat buscant des dels esdeveniments de "Judgment". |                      |                      |                        |                       |                                                                                   |                         |               |                            |
| 52 | 26                   | «The Expanse»        | 24 d'abril de 2153     | Allan Kroeker         | Rick Berman & Brannon Braga                                                       | 21 de maig de 2003      | 40358-052     | 3.88                       |
| = Després d'un atac alienígena a la Terra, l' Enterprise és reequipada abans de ser enviada a l'Expansió Delfica. La subcomandant T'Pol dimiteix de la seva comissió amb l'Alt Comandament Vulcà, i el comandant Tucker està preocupat per la mort de la seva germana. |                      |                      |                        |                       |                                                                                   |                         |               |                            |

## Producció
La producció de la segona temporada d'Enterprise va començar el 24 de juny de 2002, en un rodatge en exteriors per al segon episodi de la temporada, "Carbon Creek". Un cop acabada la producció d'aquell episodi, l'equip va passar a la segona part de "Shockwave", que s'emetria primer. Es va produir en aquest ordre, ja que "Carbon Creek" només requeria l'aparició de Scott Bakula, Connor Trinneer i Jolene Blalock del repartiment principal. El repartiment restant va tornar el 10 de juliol, per al primer dia de producció de la segona meitat de "Shockwave".
El productor executiu Rick Berman esperava reprendre l'escriptura amb Brannon Braga en episodis d' "Enterprise", ja que anteriorment havia estat ocupat treballant a la pel·lícula "Star Trek: Nemesis". També estava en converses per portar Patrick Stewart a dirigir un episodi de la sèrie, dient que la parella ho havia discutit i que Stewart estava interessat però que estava ocupat en aquell moment filmant "X2" al Canadà. Va afegir que un cop Stewart tingués unes setmanes lliures a la seva agenda, veurien si podia ser contractat per dirigir un episodi.

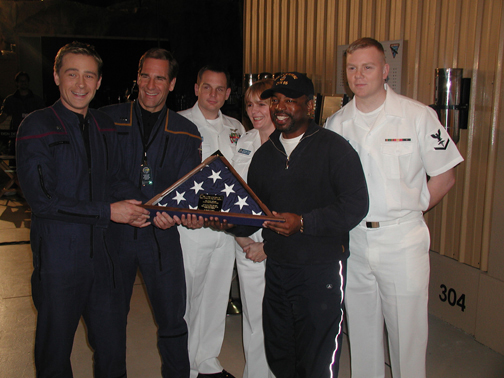
Tres membres de la tripulació del portaavions de la Marina dels Estats Units Enterprise presenten una bandera a Conner Trinneer, Scott Bakula i LeVar Burton al plató de "First Flight".

Dos altres antics alumnes de Star Trek van tornar a Enterprise per dirigir. Aquests eren Roxann Dawson i LeVar Burton. Dawson havia interpretat anteriorment B'Elanna Torres a Star Trek: Voyager, i havia dirigit els episodis "The Andorian Incident" i "Vox Sola" durant la primera temporada d' Enterprise, així com dos episodis de Voyager. Va dir que després d'una temporada treballant junts, el repartiment d' Enterprise trobava els seus personatges "de meravella".
Burton havia interpretat Geordi La Forge a Star Trek: La nova generació, abans de passar a la direcció amb l'episodi número 100 de Voyager, "Timeless". Havia dirigit dos episodis d' "Enterprise" durant la primera temporada i en va filmar dos més durant la segona temporada, incloent-hi "First Flight". Aquest episodi va ser el 50è episodi de la sèrie i va comptar amb aparicions com a convidats de tres membres de la tripulació del portaavions USS Enterprise (CVN-65).
Hi havia diversos enllaços promocionals entre Star Trek: Nemesis i Enterprise, ja que a la segona temporada, Enterprise formava la meitat d'un bloc de dues hores anomenat "Out of This World Wednesdays on UPN", amb una nova sèrie de The Twilight Zone  que formava la segona meitat. Aquesta promoció tenia un concurs «Nemesis» vinculat, que oferia l'oportunitat a cinc guanyadors de fer un viatge a Los Angeles per assistir a l'estrena de la pel·lícula. Un altre concurs va vincular «Nemesis» amb «Enterprise», i els Loews Cinemas participants oferien l'oportunitat de guanyar un paper secundari a la sèrie.

## Temes
Brannon Braga va dir que l'equip de producció va intentar augmentar el tempo de la segona temporada en comparació amb la primera. Va dir en una roda de premsa organitzada per l'Associació de Crítics de Televisió el juliol de 2002 que "Tot just comencem. Volem aprofitar més el fet que [Enterprise] és una seqüela. Volem tenir una temporada que potser tingui més acció que la temporada passada". Va predir que les possibles històries inclourien Jonathan Archer complint més del seu potencial com a capità de l' "Enterprise", així com més entregues de l'arc argumental de la Guerra Freda Temporal i més interaccions entre la tripulació i tant els andorians com els vulcanians.
Braga va dir que volien evitar sobrecarregar la Guerra Freda Temporal, però en canvi volien crear un element continu a la sèrie durant la segona temporada. Esperava que aparegués al primer episodi de la temporada, "Shockwave" (segona part), però després hi hauria una pausa abans que tornés a aparèixer. També va revelar que el personatge recurrent de Daniels no era completament humà, i que això es revelaria durant la segona temporada en una taula rodona a la Convenció Oficial de Star Trek a Las Vegas l'agost de 2002. Berman va dir que la revelació de qui controlava els Suliban no es mostraria durant la segona temporada, però va prometre una temporada "realment bona" i estava obert a l'aparició de William Shatner a la sèrie. Scott Bakula també es va referir a una conversa prèvia amb Berman on el productor va suggerir que Patrick Stewart o Whoopi Goldberg podrien aparèixer a la pantalla a la segona temporada a través del viatge en el temps des del seu temps a Star Trek: La nova generació.
Potser l'anunci més important fet abans de l'inici de la temporada va ser el retorn dels romulans a Star Trek. No s'havien vist mai a "Enterprise", i Braga era ben conscient que haurien de considerar acuradament la continuïtat, ja que la tripulació de l'USS Enterprise (NCC-1701) de James T. Kirk va ser la primera a veure un romulà a l'episodi "L'equilibri del terror". Va dir "La continuïtat és hermètica. Creieu-me. Ho sabem. Ho sabem...". L'espècie havia de fer la seva primera aparició a la línia de temps de Star Trek a l'episodi "Minefield", que va ser escrit per l'exguionista de The X-Files John Shiban. Al mateix temps que els romulans havien d'aparèixer a Enterprise, es treballava en la pel·lícula centrada en els romulans, Star Trek: Nemesis. La segona temporada també va veure una aparició dels Borg a l'episodi "Regeneration", que tenia com a objectiu fer un seguiment dels esdeveniments de Star Trek: First Contact.

## Recepció

### Puntuacions
La temporada va començar amb una puntuació de Nielsen del 4,9/8 per cent per a "Shockwave" (segona part). Això significa que ho van veure el 4,9% de tots els joves d'entre 18 i 49 anys i el 8% de tots els joves d'entre 18 i 49 anys que miraven la televisió en el moment de l'emissió. Les audiències rebudes per a la temporada van augmentar durant els següents episodis fins al 5,4/8 per cent per a "Dead Stop", l'episodi més vist de la temporada. "Vanishing Point" va ser el primer episodi de la temporada a baixar d'un índex d'audiència del 4%, però no l'últim com a "Judgment", "The Breach" i "Horizon" també van rebre puntiacions per sota de la mitjana de la temporada.. Les puntuacions rebudes per "Horizon" del 2,2% van ser el mínim de la sèrie en aquell moment. Però les audiències van augmentar després d'aquell trio d'episodis, i la temporada va acabar amb "The Expanse" rebent puntuacions del 4,4/7%. En general, la segona temporada va formar part del declivi a llarg termini de les audiències de la sèrie, ja que tant l'últim episodi va ser vist per més de 5 milions de persones com el primer va ser vist per menys de 4 milions.

### Resposta crítica
En el moment de l'emissió de l'últim episodi de la temporada, Scott D. Pierce per al Deseret News va descriure Enterprise no com "una sèrie horrible, sinó simplement, bé, avorrida". Va qualificar el nou arc argumental introduït a "The Expanse" com una "idea prometedora". Però també va afegir: "és força difícil tenir massa esperances per a Enterprise.
Holly Ordway havia dit que la segona temporada buscava ser més realista, però que semblava infantil, ja que ningú resulta ferit ni mort, ni tan sols a l'episodi "Marauders", on un grup de colons es defensava dels klíngons renegats. Va anomenar el final un "botó de reinici gegant" de la sèrie, i va afegir que semblava que la sèrie estava a punt de convertir-se en una seqüela de "Voyager", però malgastant la premissa que se li havia donat.
James Hunt, al lloc web Den of Geek, va col·locar tres episodis de la segona temporada a la seva llista dels deu millors d'"Enterprise". En novè lloc, es va escollir "First Flight" ja que demostrava que Jonathan Archer era "el capità més a l'estil Kirk des de l'original". "Regeneration" va quedar en tercera posició, mentre que "Carbon Creek" va ser el segon classificat al millor episodi perquè va ser un episodi primerenc en què la sèrie va trobar el seu lloc.
Randy Miller III, en la seva ressenya del llançament en Blu-ray de la segona temporada per a DVD Talk, va dir que el record d'aquesta temporada era pitjor del que realment era. Va criticar la insistència de l'estudi en episodis independents, però va dir que hi va haver una millora notable cap a la meitat de la temporada, qualificant el final de "canviador de joc". Va afegir que en el moment del llançament en DVD, no se sentia tan positivament cap a la temporada i estava d'acord amb l'opinió d'Ordway en aquell moment. Michael Simpson, mentre escrivia per a SciFiNow, va suggerir que la segona temporada d' Enterprise "suggereix un fracàs fatal en reconèixer què va anar malament" amb la primera temporada. Va dir que la inclusió dels Borg a l'episodi "Regeneration" mancava d'idees noves, ja que una idea similar havia aparegut anteriorment a la primera temporada amb els Ferengi fent el primer contacte però sense ser nomenats a "Acquisition". Estava frustrat amb la temporada a causa del "potencial incomplert", i va lloar episodis com "Carbon Creek", "Singularity" i "Cogenitor".
CBR va qualificar la temporada 2 de Star Trek: Enterprise com la 14a millor temporada de totes les 31 temporades de Star Trek fins aleshores.

### Premis
Enterprise va rebre cinc nominacions en tres categories als 55a edició dels Premis Emmy. Tres d'aquestes van ser a la categoria "Efectes visuals especials destacats per a una sèrie"; "Dead Stop", "The Crossing" i "The Expanse". La sèrie havia guanyat aquesta categoria als 54a edició dels Premis Emmy, pel pilot "Broken Bow". L'equip de Michael Westmore va ser nominat a "Millor maquillatge per a una sèrie (protètic)" pel seu treball a l'episodi "Canamar" i Dennis McCarthy la partitura musical de "The Expanse" va ser nominada a "Millor composició musical per a una sèrie (subratllat dramàtic)".
Tant "Carbon Creek" com "A Night in Sickbay" van ser nominades als Premis Hugo del 2003 a "Millor presentació dramàtica, format curt", però van perdre contra "Conversations with Dead People" – un episodi de Buffy the Vampire Slayer. Als 29ns Premis Saturn, la sèrie va ser nominada al "Millor sèrie de televisió en cadena" i Scott Bakula, Jolene Blalock i Connor Trinneer van ser nominats al "Millor actor de televisió", "Millor Actriu Secundària de Televisió" i "Millor Actor Secundari de Televisió", respectivament. Tanmateix, la sèrie no va guanyar cap dels premis als quals estava nominada.

## Mitjans domèstics
Com a part dels llançaments d' Enterprise en Blu-ray anunciats a principis de 2013, es va publicar una caixa amb els episodis de la segona temporada el 19 d'agost al Regne Unit i un dia després als Estats Units i Canadà.
| Star Trek: Enterprise – temporada 2 | | | |
| Detalls | Detalls | Continguts especials | Continguts especials |
| - 26 episodis - Conjunt de 7 discs - Relació d'aspecte 1:85:1 - Subtítols: danès, neerlandès, anglès, anglès per a persones amb discapacitat auditiva, francès, alemany, italià, noruec, castellà, suec - Àudio: anglès (Dolby Digital 5.1 i 2.0 Surround), francès, alemany, italià i castellà (Dolby Digital 2.0 Surround) | - 26 episodis - Conjunt de 7 discs - Relació d'aspecte 1:85:1 - Subtítols: danès, neerlandès, anglès, anglès per a persones amb discapacitat auditiva, francès, alemany, italià, noruec, castellà, suec - Àudio: anglès (Dolby Digital 5.1 i 2.0 Surround), francès, alemany, italià i castellà (Dolby Digital 2.0 Surround) | DVD i Blu-ray: - Enterprise Moments: temporada 2 - Enterprise Perfil: Jolene Blalock - LeVar Burton: Director de Star Trek - Enterprise Secrets - Dins de "A Night in Sickbay" - Preses eliminades - Comentari d'àudio: "Dead Stop" i "Regeneration" - Comentari de text: "Stigma" i "First Flight" - Escenes eliminades: "Minefield", "A Night in Sickbay", "Stigma" i "The Expanse" Blu-Ray: - En conversa: La primera tripulació (HD) - Territori inexplorat: Primera part: Destinació desconeguda (HD) - Territori inexplorat: Segona part: Primera tripulació (HD) - Territori inexplorat: Tercera part: Correcció de curs (HD) | DVD i Blu-ray: - Enterprise Moments: temporada 2 - Enterprise Perfil: Jolene Blalock - LeVar Burton: Director de Star Trek - Enterprise Secrets - Dins de "A Night in Sickbay" - Preses eliminades - Comentari d'àudio: "Dead Stop" i "Regeneration" - Comentari de text: "Stigma" i "First Flight" - Escenes eliminades: "Minefield", "A Night in Sickbay", "Stigma" i "The Expanse" Blu-Ray: - En conversa: La primera tripulació (HD) - Territori inexplorat: Primera part: Destinació desconeguda (HD) - Territori inexplorat: Segona part: Primera tripulació (HD) - Territori inexplorat: Tercera part: Correcció de curs (HD) |
| Dates de Llançament | | | |
| DVD | DVD | Blu-ray | Blu-ray |
| Regió 1 | Regió 2 | Estats Units (sense regió) | Regne Unit (sense regió) |
| 26 de juliol de 2005 | 11 de juliol de 2005 | 20 d'agost de 2013 | 19 d'agost de 2013 |